# Dirk Heinzmann
Dirk Heinzmann (* 20. Oktober 1977 in Düsseldorf) ist ein ehemaliger deutscher Fußballspieler.

## Karriere
In seiner Jugend spielte Heinzmann für den SF Düsseldorf 75, den TSV Eller 04 sowie für den Wuppertaler SV. Ab 1997 wurde er als Stürmer in der ersten Mannschaft eingesetzt. 1999 wechselte er zum FC Remscheid und von dort aus zur zweiten Mannschaft des MSV Duisburg. Im Sommer 2000 wurde er an die zweite Mannschaft von Hannover 96 ausgeliehen. Bei dieser war er Stammspieler. 2001 kehrte er zurück nach Wuppertal, jedoch zur Borussia. Nach zwei Jahren kehrte er zum Wuppertaler SV zurück. Bei diesem war er ab der Saison 2005/06 Stammspieler, zunächst in der Regionalliga Nord, dann in der Dritten Liga. 2009 wechselte er zum damaligen Regionalligisten Rot-Weiss Essen. Bei diesem kam er jedoch fast nur zu Kurzeinsätzen. Nach einem Jahr ging er zum Lokalrivalen Schwarz-Weiß Essen. Dort war er Stammspieler in der NRW-Liga. 2012 wurde er von den Fans zum Spieler des Jahres gewählt. In der Saison 2012/13 kam er aufgrund einer Verletzung nur noch selten zum Einsatz. Im Anschluss daran beendete er seine Spielerkarriere.
Heinzmann begann daraufhin ein Studium der „Fitnessökonomie“ an der Deutschen Hochschule für Prävention und Gesundheitsmanagement. Er betreibt mittlerweile fünf Fitness-Studios.